# Laura (Giorgione)
Laura est le titre d'un tableau de Giorgione conservé à Vienne (Autriche) au Kunsthistorisches Museum. Il est également connu sous le titre Ritratto di giovane sposa (soit « Portrait d'une jeune épouse »). Le nom de « Laura » a probablement été attribué à l'œuvre à cause des feuilles de laurier entourant sa tête. Une étiquette mentionne qu'il fut peint le 1er juin 1506.
L’œuvre qui date du début du XVIe siècle fut réalisée à la peinture à l'huile sur une toile marouflée sur un panneau de bois (41 × 33,6 cm).
Signé et daté 1506 au dos, c'est la seule œuvre dédicacée par l'artiste, et l'une des très rares toiles datables de son catalogue avec certitude.

## Histoire et description
Le portrait représente une jeune femme en mariée. Selon le musée, il représente Laure de Sade, mais l'information n'est pas documentée. Par analogie avec des œuvres telles que le Portrait de Ginevra de' Benci de Léonard de Vinci, le tableau a été conventionnellement appelé « Laura », peut-être le nom de la femme à laquelle le nom de la plante peinte derrière elle ferait allusion.
La jeune femme est représentée de trois quarts, de buste et tournée vers la gauche, sur un fond sombre. Derrière elle se trouve une branche de laurier (Laurus), symbole de Chasteté ou des poètes. Elle porte le voile nuptial. Le geste d'ouvrir le manteau de fourrure découvre la poitrine, sensuellement soulignée par le voile qui l'enveloppe. Cela peut indiquer la fécondité (et, par conséquent, la maternité) comme une offre d'amour et un mariage béni avec des enfants. Comme le laurier symbolisait la Vertu, le sein visible pouvait évoquer la Fidélité conjugale, celle de la mariée.
L'interprétation de la figure a donné lieu à diverses hypothèses : c'est peut-être une représentation idéale, peut-être de Flore, mais il pourrait aussi s'agir d'une courtisane. Beaucoup de peintures de la tradition vénitienne inspirées par Laura sont des figures à considérer comme des courtisanes se faisant souvent passer pour une figure mythologique ou la personnification d'une qualité abstraite.
La technique picturale de Giorgione se distingue avant tout par des fonds chromatiques denses et matériels, qui ne créent pas de contours clairs et qui ne se sont pas étendus à partir d'un dessin sous-jacent, mais directement sur la toile, avec une extrême liberté. Le manque d'uniformité, clairement visible de près, est d'une grande modernité et est l'une des contributions fondamentales de Giorgione à l'évolution de la peinture appelée tonalisme. Des coups de pinceau légers génèrent, par exemple, des traits de lumière vifs dans des détails tels que la main, où le peintre semble saisir des anticipations de l'impressionnisme.
Ce travail marque l'abandon par Giorgione des modèles de Giovanni Bellini pour embrasser un style léonardesque.

## Attribution
L'attribution de ce tableau n'est pas controversée car il a une provenance longue et bien documentée. Il faisait partie de la collection du Vénitien Bartolomeo della Nave et a ensuite été acheté par James Hamilton (1er duc de Hamilton). Après son exécution, il a été acquis par Léopold-Guillaume de Habsbourg. C'est ainsi qu'il est entré dans la collection du musée.